# Cover Flow
Cover Flowは、iTunesやFinder、およびiPodなど他のApple製品に組み込まれていたアニメーションする3次元グラフィカルユーザインタフェースでドキュメントのスナップショット、ウェブサイトのブックマーク、アルバムジャケット、写真を視覚的にめくる形式になっていた。
画面上のスクロールバーやスクロールホイール、ジェスチャーでブラウズしたり、リストにあるファイルを選ぶとき目的の画像が来るまでページをめくる。iPodやiPhoneではタッチスクリーン上で指を使ってスライドするかクリックホイールを使う。

## 歴史
Cover Flowはアーティストのアンドリュー・コールター・エンライトが構想し、最初に実現させたのがMacintoshのインディーズ開発者であるジョナサン・デル・ストラザーだった。エンライトは後にCover Flowの実現に伴う混同を避けるためインターアクションスタイルとして「fliptych」と命名した。
2006年にアップルはCover Flowの技術を買収し、実装された音楽アプリケーションのiTunes 7.0を同年9月12日にリリースした。当初はスペースの入らない「CoverFlow」という名での実装だった。
スタンドアローンアプリケーションであるSteel Skiesの最終バージョンは2006年9月10日で次の日の終りまで無料配布されていたが、MacUpdateでは未だにダウンロード可能。
2007年1月9日、アップルがiPhoneを発表した時にCover Flowを採用することも同時に発表した。
Worldwide Developers Conference開催中の同年6月11日にはスティーブ・ジョブズが基調講演でCover FlowをLeopardのFinderにおけるビューオプションとして搭載すると発表した。
同年9月5日、アップルはCover Flowが第3世代iPod nanoである新しいiPod classicやiPod touchに搭載されるであろうと発表した。Cover Flowは第4世代iPod nanoに組み込まれ、加速度計を使うことでCover Flowが有効になり水平に回転する。
2008年3月14日、Mirror Worlds LLCはアップルを特許(第6006227、6638313、6725427、6768999)の侵害で提訴した (Mirror Worlds, LLC, vs Apple, Inc; Texas Eastern District Court) 。
2009年2月24日、Cover FlowはSafari 4の一般公開ベータ版で搭載され正式版の最終バージョンは6月8日に公開された。Safari 4においてCover Flowは履歴、ブックマーク、RSSフィード、Bonjour、アドレス帳をブラウズする時に使用される。
2010年4月、アップルはCover Flowインターフェースのデザイン特許を取得した。 
同年10月1日、アップルは判決でCover Flowに関する特許侵害が認められるとしてMirror Worlds LLCに6億2500万円の支払いを命じられた。2011年4月4日、デイヴィス判事は判決を覆した。
iTunes バージョン 11 のリリースに伴い、Cover Flow は iTunes インターフェイスから削除された。
iOS 7では、Cover Flow が Album Wall に置き換えられた。この機能は、デバイスが横向きの場合に、アルバム アートのタイルを並べて表示する。ただしこの機能は、2015 年 6 月 30 日の iOS 8.4 のリリースで削除された。
macOS Mojave では、Cover Flow が Finder から削除され、ギャラリー ビューに置き換えられた。

## 他の実装
- オープンソースメディアプレイヤーのSongbirdではMediaFlowというCover Flowナビゲーションをアドオンで提供している[10]。
- 同じくオープンソースメディアプレイヤーのBansheeもClutterFlowというClutterツールキット（英語版）をベースにしたCover Flowライクのアドオンを提供している[11]。
- プロプライエタリメディアプレイヤーのMediaMonkeyではMonkeyFlowというCover Flowアドオンを提供している[12]。
- Unix系システムでCompiz Fusion（シフトスイッチャー）[13]やKDE Plasma Workspaces（KWin 4.1以降で動作するカバースイッチ）)[14]を使う時、起動しているアプリケーションをCover Flowアニメーションで切り替えることができる。